# National Intelligence Estimate
Ein National Intelligence Estimate (NIE) ist ein Geheimdienstdossier, das abgestimmte Analysen, Prognosen, Urteile und Hintergrundinformationen der sechzehn US-amerikanischen Nachrichtendienste zur Nationalen Sicherheit enthält und der Exekutive auf Anfrage vorgelegt wird. Es wird vom National Intelligence Council (NIC) erstellt und unterliegt grundsätzlich der Geheimhaltung.

## Entstehung eines NIE

### Anforderung
Zur Beauftragung eines durch das NIC erstellten Geheimdienstdossiers sind neben dem Präsidenten der Vereinigten Staaten hochrangige Mitglieder der Exekutive, beispielsweise direkte Mitarbeiter des Präsidenten, aus dem Executive Office of the President of the United States oder der Ministerien, sowie ausgewählte Mitglieder des Repräsentantenhauses, des Senats und der obersten Militärränge berechtigt. Jede diese Anfragen muss vom Director of National Intelligence (DNI), dem Direktor der Geheimdienste, persönlich genehmigt werden.

### Erstellung
Das NIC, eine seit 1973 bestehende und mit etwa zwölf Analytikern besetzte Abteilung, fungiert als übergeordnetes analytisches Organ der Geheimdienste. Bis 2005 war das NIC der Central Intelligence Agency (CIA) unterstellt, heute übernimmt diese Aufgabe der DNI. Das NIC sammelt ständig Informationen von den verschiedenen Geheimdiensten um die nationale Sicherheitslage beurteilen zu können. Geht ihnen der Auftrag zur Erstellung einer NIE zu, werden die betroffenen Geheimdienste zu Informationen und Beurteilung des Themas abgefragt. Zu den zwölf Institutionen, die das Grundlagenwissen zur Erstellung des Dossiers beisteuern, gehören die verschiedenen Geheimdienste, die drei Teilstreitkräfte und verschiedene Ministerien. Zusätzlich können Informationen aus externen Quellen der Wissenschaft und nicht der Regierung zugeordneter Institutionen in die Beurteilung einfließen.

### Genehmigung
Nach Erstellung des Dossiers wird dieser an das National Foreign Intelligence Board (NFIB) weitergeleitet, das aus den zwölf Direktoren der wichtigsten Geheimdienste besteht. Genehmigt und beschließt dieses Gremium den Bericht, wird dieser umgehend dem Auftraggeber zugestellt. Der gesamte Vorgang zur Erstellung eines NIE dauert zwischen drei und sechs Monaten, in dringenden Fällen kann die Erstellung auch beschleunigt, innerhalb von drei Wochen, erstellt werden.

## Bekannte NIEs
Ein NIE wurde erstmals 1950 erstellt, damals vom Office of National Estimates.
2002 wurde ein NIE (NIE 2002-16HC) erstellt, das den Irak als ein Land beurteilte, das binnen kürzester Zeit in der Lage sei, einen Atomschlag durchzuführen. George W. Bush stützte seine Entscheidung für den Irakkrieg unter anderem auf dieses NIE.
Im November 2007 wurde ein NIE erstellt, in dem die Einschätzung steht, dass der Iran mit hoher Zuversicht (high confidence) sein Kernwaffenprogramm im Herbst 2003 gestoppt habe und mit moderate confidence es seit Mitte 2007 nicht wieder aufgenommen habe.

## Kritik
Die Einschätzung des NIE aus 2002 zum Irak konnte nach dem Ende des Krieges weder durch die amerikanischen Truppen noch durch die Internationale Atomenergieorganisation (IAEO) bestätigt werden.